# Jenifer (canção)
"Jenifer" é uma canção do cantor brasileiro Gabriel Diniz lançada em 21 de setembro de 2018 como segundo single do álbum À Vontade.

## Desempenho comercial
A canção, segundo o Escritório Central de Arrecadação e Distribuição (ECAD), foi a mais tocada no carnaval de 2019, e acabou sendo a segunda mais tocada no Carnaval da Bahia daquele ano. No YouTube, o vídeo da canção conta com mais de 349 milhões de visualizações, ao mês de fevereiro de 2022.
Assim, o clipe não demorou muito para virar um meme nacional, sendo usado nas redes sociais e na cultura pop.

## Vídeo musical
O videoclipe da canção conta com a participação da atriz Mariana Xavier como a personagem título.

## Prêmios e indicações
| Ano  | Prêmio                                | Categoria       | Resultado | Ref.        |
| ---- | ------------------------------------- | --------------- | --------- | ----------- |
| 2019 | Prêmio Multishow de Música Brasileira | Melhor Música   | Indicado  | [ 5 ] [ 6 ] |
| 2019 | Prêmio Multishow de Música Brasileira | Música Chiclete | Indicado  | [ 5 ] [ 6 ] |
| 2019 | Melhores do Ano                       | Música do Ano   | Indicado  | [ 7 ] [ 8 ] |
| 2019 | MTV Millenial Awards Brasil           | Hino do Karaokê | Venceu    | [ 9 ]       |